# Molophilus palomaricus
Molophilus palomaricus är en tvåvingeart som beskrevs av Alexander 1947. Molophilus palomaricus ingår i släktet Molophilus och familjen småharkrankar. Inga underarter finns listade i Catalogue of Life.